# Anaximenés
Anaximenés z Milétu patřil k tzv. škole milétské, k níž se řadí rovněž Thalés a Anaximandros. O životě Anaximena není známo prakticky nic. O něco málo více pak víme o jeho filosofii.
Za prvopočátek všeho považoval vzduch. Ve shodě se svým učitelem Anaximandrem nazval tuto svou pralátku Apeiros Aér (nekonečný, všeobsáhlý vzduch), který však není tak neurčitý jako Anaximandrův apeiron.
Anaximenés určil vzduch zřejmě na základě uvědomění, že je všude kolem něj.
K tomu se pokoušel vysvětlit, jak vše vzniká: zhušťováním vzniká ze vzduchu vítr, poté postupně oblaka, voda, země i kameny a teprve z nich ostatní věci. Opačným procesem je pak zřeďování, kdy se vzduch stává ohněm. Proměny všeho jsoucího jsou tak vlastně jen proměny jedné a téže látky – vzduchu.
Anaximenés říkal, že Země má podobu desky stolu, Slunce je ploché jako list a hvězdy jsou připevněny na ledové obloze jako hřeby. Měsíc má své světlo od Slunce.
Podle Anaximena byl pojmenován kráter Anaximenes na přivrácené straně Měsíce.